# منحة فيينا الثانية

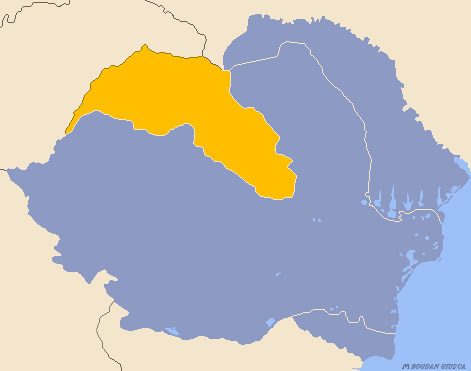
بالأصفر: الأراضي الرومانية المتنازل عنها لصالح المجر

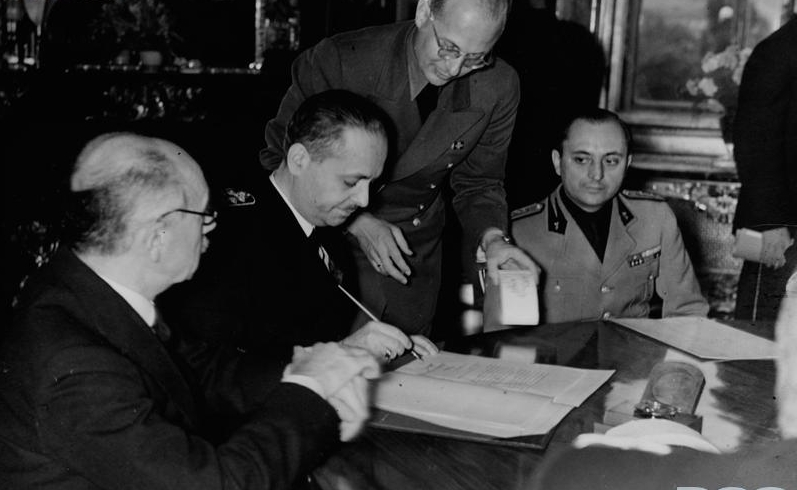
وزير الخارجية المجري يوقع على الاتفاقية

منحة فيينا الثانية قرار تحكيمي صدر من وزير خارجية ألمانيا يواخيم فون ريبنتروب ووزير خارجية إيطاليا غالياتسو تشانو في مؤتمر تحكيم فيينا الثاني في 30 أغسطس 1940 بموجبه تتنازل رومانيا عن نصف إقليم ترانسيلفانيا لصالح مملكة المجر.

## الخلفية التاريخية
بعد الحرب العالمية الأولى وعلى اثر هزيمة المملكة المجرية للحرب تم توقيع معاهدة تريانون والتي أجبرت فيها المجر عن التنازل عن أجزاء واسعة من أراضيها لصالح دولة جديدة. وأصبحت الدولة المجرية بعد الحرب العالمية الأولى بحجم بقل عن ثلث مساحتها قبل الحرب. كما أصبح الملايين من المجريين يعيشون خارج حدود بلدهم. كانت المعاهدة من وجهة نظر المجر ظالمة ومهينة.
في نهاية الثلاثينات عززت المجر علاقاتها بألمانيا وإيطاليا وقد سهلت هذه العلاقات على المجر استعادة المناطق المجرية في جنوب تيشكوسلوفاكيا في منحة فيينا الأولى في نوفمبر 1938 بل وضم أراضي جمهورية أوكرانيا الكارباتية في مارس 1939 إلا أن كل تلك المكاسب لم ترض الطموحات السياسية للمجر.

## شمال ترانسلفانيا
قرر وزير الخارجية الألماني يواخيم فون ريبنتروب ووزير خارجية الإيطالي غالياتسو تشانو منح شمال تراسلفانيا للمجر في 30 أغسطس 1940 وقد تعهدت كل من ألمانيا وإيطاليا بضمان الحدود الجديدة. وتبلغ مساحة الأراضي التي منحت للمجر 43,104 كم² يقطنها حوالي 2,393,300 نسمة حسب الإحصاءات الروماني عام 1930 منهم 1,007,200 مجري و 1,165,800 روماني و 59,700 ألمان و99,600 من اليهود و 61,000 من عرقيات أخرى. فيما منحت منطقة شمال ترانسلفانيا للمجر بقيت جنوب تراتسلفانيا لرومانيا ويقطنها 2,274,600 من الرومانيين و363,200 من المجريين.